# Коваль (місто)
Ко́валь (пол. Kowal) — місто в центральній Польщі.
Належить до Влоцлавського повіту Куявсько-Поморського воєводства.

## Історія
Документована історія Коваля сягає початку XII століття та пов'язана з рядом фактів історії Куявії. Назва, ймовірно, походить від укріпленого містечка Ковалі. Це був час формування польської держави. Поселенці оселялися в цих місцях з міркувань вигідної географії та зручної оборони від ворогів. На острові великого озера, якого зараз вже не існує, ймовірно, був укріплений замок

## Демографія
Демографічна структура станом на 31 березня 2011 року:
|          | Загалом | Допрацездатний вік | Працездатний вік | Постпрацездатний вік |
| -------- | ------- | ------------------ | ---------------- | -------------------- |
| Чоловіки | 1752    | 317                | 1267             | 168                  |
| Жінки    | 1783    | 301                | 1081             | 401                  |
| Разом    | 3535    | 618                | 2348             | 569                  |

## Відомі люди, що народилися в Ковалі
- Казимир III Великий — польський король в 1333-1370 роках
- Ян Новицький — польський актор